# Rugin
Rugin (en népalais : रुगिन) est un comité de développement villageois du Népal situé dans le district de Bajura. Au recensement de 2011, il comptait 2 914 habitants.